# Листоуъл
За едноименния град в Канада вижте Листоуъл (Канада).
Листоуъл (на английски: Listowel; на ирландски: Lios Tuathail) е град в югозападната част на Ирландия, графство Кери на провинция Мънстър. Разположен е около река Фийл на 28 km северно от главния административен център на графството град Трали. Архитектурна забележителност са руините на замъка „Листоуъл Касъл“ от 15 век. Тук се провежда и ежегоден литературен фестивал. Населението му е 3589 жители от преброяването през 2006 г. 